# Metopina tanjae
Metopina tanjae is een vliegensoort uit de familie van de bochelvliegen (Phoridae). De wetenschappelijke naam van de soort is voor het eerst geldig gepubliceerd in 2003 door Disney & Prescher.